# Dansk Islamisk Center
Dansk Islamisk Center (tidligere Moskeforeningen København) er en dansk moske og forening på Nørrebro i København. I modsætning til de fleste andre danske moskeer, der ofte er oprettet af og primært henvender sig til en bestemt herkomstgruppe (f.eks. dansk-tyrker, dansk-pakistanere eller danskere af arabisk herkomst), blev centeret startet i 2007 som moske og samlingssted for muslimer, hvor alt foregår på dansk (bortset fra rituelle handlinger som bønner, der reciterer Koranen på arabisk). Formålet var at oprette et samlingssted for danske muslimer, der ikke behersker f.eks. tyrkisk, pakistansk eller arabisk som deres første sprog - en gruppe, som stiger i antal i takt med, at mange efterkommere af indvandrere fra muslimske lande bliver født og vokser op i Danmark. Samtidig ønskede initiativtagerne, at centeret skulle være et sted, hvor udenforstående ikke-muslimer skulle kunne kigge ind og umiddelbart forstå, hvad der foregår, uden at have behov for en tolk.
Dansk Islamisk Center har en relativt markant position i offentligheden, ikke mindst som følge af de tilknyttede imamer, der ofte deltager i den offentlige debat. Centeret optræder som en institution i det muslimske miljø, der ønsker at opbygge en dansk muslimsk identitet som danske medborgere og derved afgrænser sig både fra udenlandske imamer, der ofte er præget af det land og den kultur, de kommer fra, og fra muslimske grupper med mere ekstreme holdninger.

## Imamer
Dansk Islamisk Center har fire tilknyttede imamer, der alle er eller har været meget aktive i den danske samfundsdebat, ikke mindst om muslimernes rolle i Danmark og deres forhold til det omgivende samfund. Centerets fire imamer er Abdul Wahid Pedersen, Fatih Alev, Naveed Baig og Waseem Hussain (som også er nuværende formand for centeret).

## Start
Initiativet blev i første omgang startet i 2007 under navnet "Moskeforeningen København" af en række personer fra det danske muslimske miljø, bl.a. Abdul Wahid Pedersen og Fatih Alev, og blev støttet af foreningen Muslimer i Dialog og paraplyorganisationen Muslimernes Fællesråd.
Det udtrykkelige fokus på dansk som hovedsprog i moskeen var blandt andet et udtryk for en pragmatisk erkendelse af, at der i de danske muslimske menigheder var en voksende gruppe muslimer, der ikke forstår arabisk eller et af de andre sprog, der ofte bruges i moskeerne. Det gjaldt både anden- og tredjegenerationsindvandrere og gruppen af danskere, der er konverteret til islam. Samtidig var valget også et meget bevidst valg for at fremme en dansk muslimsk identitet, som stifterne opfattede som nødvendig for at kunne gøre islam til en naturligt element i den danske dagligdag. Det kræver udviklingen af en måde at udtrykke sig om islam på, som passer til en dansk kulturel sammenhæng, forklarede Wahid Pedersen til Kristeligt Dagblad i efteråret 2007.
I nogle år omtalte centeret sig som Danmarks eneste dansksprogede moske, men har nu fået følgeskab af en række andre moskeer, hvad hoved- og prædikesproget angår.
I 2009 blev moskeforeningen officielt godkendt af de danske myndigheder som trossamfund, hvilket bl.a. indebærer, at det kan foretage vielser, der anerkendes som juridisk gyldige i Danmark.
I 2012 skiftede moskeforeningen navn til Dansk Islamisk Center i forbindelse med en sammenlægning med foreningen Islamisk Info og Foredrag (IFF).

## Deltagelse i samfundsdebatten
Ifølge rapporten Moskeer i Danmark II fra Aarhus Universitet (udgivet i december 2017) var centeret "måske den moské, der i øjeblikket anvendes hyppigst, når etablerede nyhedsmedier ønsker udtalelser fra danske imamer".
I perioden 2011-14 gjorde centeret systematisk sine fredagsprædikener (khutbaer) offentligt tilgængelige ved at lægge dem ud på nettet i form af YouTube-videoer. I prædikenerne blev tilhørerne generelt opfordret til at holde fast i deres egne traditioner og religion, samtidig med at de engagerer sig i det danske samfund sammen med deres ikke-muslimske medborgere.
I 2014 opfordrede centerets daværende formand Fatih Alev de danske muslimer til at demonstrere imod Islamisk Stat, og efter at en TV-dokumentarserie "Moskeerne bag sløret" i 2016 havde sat kritisk lys på nogle danske moskeer, tog centeret initiativ til en pressemeddelelse, hvor de fremførte, at der var udfordringer som trusler, vold, hemmelighedskræmmeri, kvindeundertrykkelse, og socialt bedrageri i visse segmenter af de muslimske miljøer, som det var nødvendigt at løse.
I marts 2016 skrev Dansk Islamisk Center en kronik i Jyllands-Posten med titlen "Moskéerne uden slør", der blev underskrevet af fire større danske muslimske organisationer (Dansk Muslimsk Union, Muslimernes Fællesråd, Dansk Islamisk Trossamfund og Det Islamiske Marokkanske Råd i Danmark). I kronikken efterlyste de en positiv dansk-muslimsk identitet, der "som en selvfølge og med sin integritet i behold opfattes og opfatter sig selv som en naturlig del af det nationale rød-hvide fællesskab". De beskrev, hvordan det er en meget stor opgave for de danske imamer at kunne fungere som åndelige vejledere i den meget store forskelligartethed blandt danske muslimer - etnisk, religiøst, socialt, kulturelt og uddannelsesmæssigt - og samtidig gå forrest i forhold til at skabe en dansk-muslimsk identitet og et positivt medborgerideal og henviste til oprettelsen af en islamisk teologiuddannelse på Københavns Universitet. Kronikken medførte en del kommentarer fra danske islam-debattører. Nogle hæftede sig ved, at den var udtryk for en ny generation og ny type af muslimske ledere som modsætning til ældre, udenlandske imamer, der tidligere typisk har tegnet de danske muslimer i offentligheden, mens andre opfordrede de progressive muslimske miljøer til at lægge tydeligere afstand til mere konservativt indstillede trosfæller.